# .be
.be es el dominio de nivel superior geográfico (ccTLD) para Bélgica.